# Дэцзян
Дэцзя́н (кит. упр. 德江, пиньинь Déjiāng) — уезд городского округа Тунжэнь провинции Гуйчжоу (КНР).

## История
Во времена империи Мин был создан уезд Аньхуа (安化县). После Синьхайской революции в Китае была проведена сверка названий уездов в масштабах всей страны, и для устранения дублирования названий в 1913 году уезд Аньхуа был переименован в Дэцзян.
После вхождения этих мест в состав КНР в конце 1949 года был создан Специальный район Тунжэнь (铜仁专区), и уезд вошёл в его состав. 
В 1970 году Специальный район Тунжэнь был переименован в Округ Тунжэнь (铜仁地区).
Постановлением Госсовета КНР от 22 октября 2011 года округ Тунжэнь был преобразован в городской округ.

## Административное деление
Уезд делится на 2 уличных комитета, 11 посёлков и 8 национальных волостей.

## Экономика
Развиты чайная промышленность и экспорт чая в Центральную Азию, Россию, Вьетнам и Малайзию.